# Dedopliszqaro

Dedopliszqaro (georgisch დედოფლისწყარო; auch in der Form Dedoplis Zqaro) ist eine Stadt im Osten Georgiens, in der Region Kachetien.
Sie ist Verwaltungssitz der gleichnamigen Munizipalität Dedopliszqaro und hat etwa 5940 Einwohner (2014).

## Lage
Dedopliszqaro liegt knapp 120 Kilometer Luftlinie ostsüdöstlich der Landeshauptstadt Tiflis und 75 Kilometer südöstlich der Regionshauptstadt Telawi am südöstlichen Ende des Gombori-Bergzuges (georgisch გომბორის ქედი Gomboris Kedi), der quer durch Kachetien verläuft und es zwischen dem weiten Tal des Alasani im Nordosten und dem sich südwestlich erstreckenden, vom Iori durchflossenen mittelgebirgsartigen Iori-Hochland trennt. Unmittelbar südlich von Dedopliszqaro erreicht der Gombori-Bergzug mit dem Nikorasziche noch einmal eine Höhe von 1001 m, bevor er in südöstlicher Richtung allmählich in die ebene Schirak-Steppe übergeht, die sich bis zum Alasani hinzieht, der dort in seinem Unterlauf die Grenze zu Aserbaidschan markiert.
In nordöstlicher Richtung sind Alasani und Staatsgrenze knapp 20 Kilometer entfernt.

## Geschichte
Der Ort wurde erstmals in mittelalterlichen Annalen aus der Regierungszeit König Dawit IV. des Erbauers um das Jahr 1100 als Militärposten erwähnt. Der Überlieferung nach bezieht sich der Ortsname, der „Königinnenquelle“ bedeutet, auf die Königin Tamar, die um das Jahr 1200 regierte.
Nach dem Anschluss Kachetiens an das Russische Reich 1801 errichtete die Kaiserlich Russische Armee 1803 bei dem Dorf einen Stützpunkt, der zur Abwehr dagestanischer Rebellen dienen sollte, und gab ihm in Anlehnung an den alten Namen die russische Bezeichnung Zarskije Kolodzy (russisch Царские Колодцы, „Zarenbrunnen“). 1869 ließen die deutschen Unternehmer Carl und Werner von Siemens beim Dorf eine Raffinerie zur Verarbeitung des unweit entdeckten Erdöls errichten, die allerdings nur wenige Jahre in Betrieb war.
Der Ort blieb wichtiger Militärstandort und beherbergte auch während der kurzen Zeit der Unabhängigkeit der Demokratischen Republik Georgien von 1918 bis 1921 eine bedeutende Garnison. So kam es bei der Invasion der sowjetischen Roten Armee am 18. Februar 1921 zu schweren Kämpfen.
Die sowjetischen Behörden benannten den Ort in Zitelzqaro (georgisch წითელწყარო, „Rote Quelle“) um. Die russische Form lautete zunächst übersetzt Krasnyje Kolodzy (russ. Красные Колодцы); in den 1930er-Jahren kam die an die georgische Bezeichnung angepasste Variante Ziteli-Zkaro (russ. Цители-Цкаро) in Gebrauch. Der Ort wurde Verwaltungszentrum eines Rajons und erhielt zunächst den Status einer Siedlung städtischen Typs, 1963 dann die Stadtrechte.
1991 erfolgte die Umbenennung in Dedopliszqaro.
Einwohnerentwicklung
| Jahr | Einwohner |
| ---- | --------- |
| 1959 | 8.492     |
| 1970 | 9.026     |
| 1979 | 9.460     |
| 1989 | 10.249    |
| 2002 | 7.628     |
| 2014 | 5.940     |

Anmerkung: Volkszählungsdaten

## Kultur und Sehenswürdigkeiten
Unweit Dedopliszqaro befinden sich die Ruinen der mittelalterlichen Festung Chornabudschi (georgisch ხორნაბუჯი). Die Stadt besitzt ein Heimatmuseum. Auf dem Territorium der Munizipalität, etwa 40 Kilometer südöstlich der Stadt, erstreckt sich der Waschlowani-Nationalpark.

## Wirtschaft und Infrastruktur
Unweit Dedopliszqaro wird Kalkstein abgebaut und verarbeitet. In der Stadt gibt es Betriebe der Lebensmittel- und Leichtindustrie.
Die Stadt ist Endpunkt (Streckenkilometer 127 ab Tiflis/Nawtlughi) einer 1951 eröffneten und 1965 bis 1966 mit 3000 Volt Gleichstrom elektrifizierten Eisenbahnstrecke, die östlich von Katschreti von der Strecke Tiflis – Telawi abzweigt. Die Strecke ist seit 1992 außer Betrieb, aber nicht abgebaut. Die Regionalstraße nach Dedopliszqaro zweigt in Chalaubani unweit Sighnaghi von der Fernstraße S5 ab, die Tiflis mit der aserbaidschanischen Grenze bei Lagodechi verbindet, und verläuft entlang der Südwestflanke des Gombori-Bergzuges. Weiter führt sie in den dünn besiedelten äußersten Osten des Landes.